# 新洲乡 (安仁县)
新洲乡，是中华人民共和国湖南省郴州市安仁县下辖的一个乡镇级行政单位。

## 行政区划
新洲乡下辖以下地区：
井塘村、连塘村、兴安村、高石村、渡河村和塘下村。
该乡位于县境东南部。东南与关王镇毗邻，西南与永兴县接界，西北与龙海镇、坪上乡相连，东北与竹山、坪上两乡相接。乡政府驻莲塘，距县城52公里。现辖莲塘、兴安、塘下、高石、井塘、渡河6个村。
新洲乡境内江河交错，河滩、河州较多，民国8年因在乡驻地之西一大沙洲上新建农贸市场故名。1949年属第四区，1952年属第八区，1956年始设新洲乡，1958年并入东风公社，1961年析出为新洲公社，1965年与关王公社合并为红岩公社，1971年分设为新洲公社，1984年恢复为新洲乡。全乡总面积50.1平方公里，耕地518公顷，1815户，7019人。